# Hội bạn già (nam giới)
Hội bạn già là một mạng lưới phi chính thức trong đó những người đàn ông lớn tuổi giàu có, thành đạt, có cùng địa vị xã hội, cùng vào sinh ra tử nơi chiến trường xưa hoặc có cùng nền tảng giáo dục (cả trong và ngoài nước) sẽ tham gia hỗ trợ, giúp đỡ lẫn nhau trong việc làm ăn hoặc trong các vấn đề riêng tư cá nhân. Ban đầu ở các nước phương Tây, khái niệm này được dùng để chỉ đến các mối liên kết làm ăn và tương tác xã hội trong cộng đồng cựu học sinh, sinh viên của những ngôi trường tinh hoa hàng đầu chỉ dành cho nam giới, tuy nhiên hiện nay nó còn bao gồm bất kỳ mạng lưới các mối quan hệ khép kín nào nhằm giới hạn lại những cơ hội bên trong nội bộ nhóm. Dạng tổ chức này cũng bắt nguồn từ việc có nhiều người già trong giới thượng lưu Anh Quốc từng theo học các trường công có đóng học phí nào đó khi còn là thiếu niên hay thời còn là bé trai, do vậy nên những cựu học sinh ở đây nay được gọi là "trai già".